# Abrasion (odontologi)

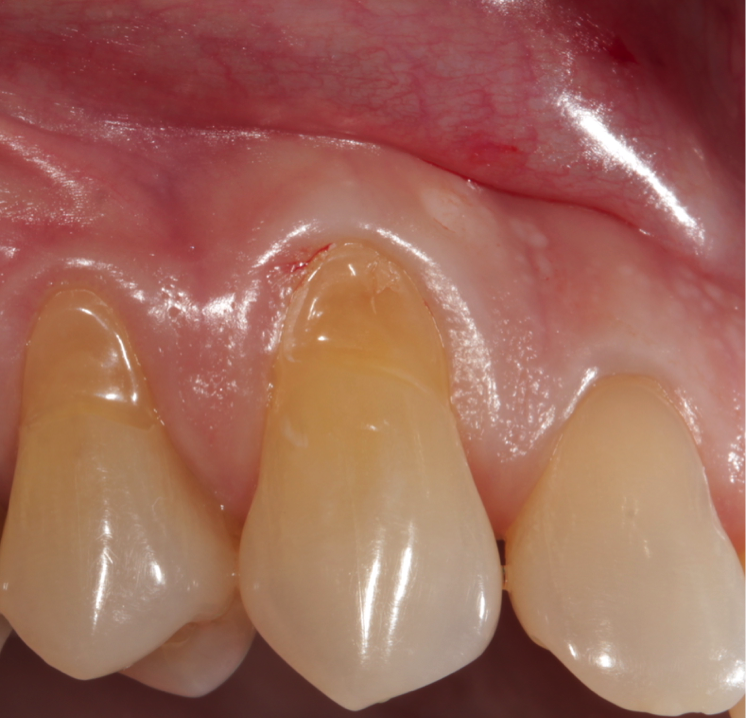
Exempel på abrasion i överkäken.

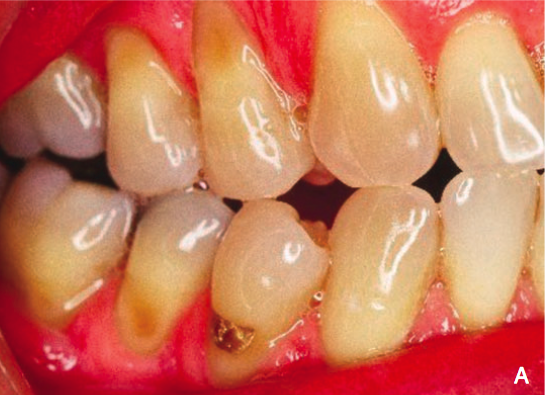
Exempel på abrasion i underkäken.

Abrasion (av latinets abrado, "skrapa"), även tandnedslitning, avser inom odontologin slitage på tänderna, orsakad av yttre faktorer, till exempel alltför kraftig tandborstning. Behandling av abrasion kan innebära reparation med kompositfyllning.

### Webbkällor
- ”Tandnedslitning”. Svensk MeSH. Karolinska Institutet. https://mesh.kib.ki.se/term/D014072/tooth-abrasion. Läst 12 mars 2021.